# Dubrava (żupania dubrownicko-neretwiańska)
Dubrava – wieś w Chorwacji, w żupanii dubrownicko-neretwiańskiej, w gminie Ston. W 2011 roku liczyła 133 mieszkańców.